# 2 cm KwK 30
De 2 cm KwK 30 was een Duits snelvuurtankkanon, gebruikt tijdens de Spaanse Burgeroorlog en Tweede Wereldoorlog, met name op de Panzerkampfwagen II. Het werd later verbeterd; de 2 cm KwK 38 werd gemonteerd op alle Panzer II's vanaf de Ausf. J.